# Moskovka
Moskovka (en rus: Московка) és un poble de l'óblast de Lípetsk, a Rússia, que el 2011 tenia 332 habitants. Pertany al districte rural d'Úsman.